# 普爱堂
普爱堂是天主教圣母圣心会曾经在中国天津、上海等城市所设立的办事处（俗称帐房），神甫以比利时籍居多。1865年，圣母圣心会进入内蒙古地区传教，建立了诸多教区。为支持传教事业，在天津、上海等通商口岸设立办事处，经营房地产业。
上海普爱堂到1949年拥有土地130亩，房屋400余幢，建筑面积10万平方米。其中著名的物业包括亚尔培路辣斐德路口（今陕西南路复兴中路口）的金亚尔培公寓大楼群（King Allert Apts，今陕南邨）、辣斐德路1363弄森内饭店公寓大楼，以及海格路129-159弄、229-285弄大胜胡同（杨振宁教授旧居）。普爱堂本身最初设在法租界霞飞路（淮海中路）622弄7号，1928年迁入海格路241弄（大胜胡同）7号。其小教堂对外不开放，1949年以后允许附近教徒进入，1966年停止活动。